# Camilla von Lattorff
Camilla Maria Katharina von Lattorff (Monza, 4 novembre 2005) è una calciatrice liechtensteinese.

## Biografia
Nata a Monza, in Italia, è la quartogenita del barone Philipp von Lattorff e della principessa Tatiana del Liechtenstein.

## Carriera
Nel dicembre 2015 entrò nell'Hausleiten SV; passò tre anni dopo all'FC Altera Porta e nel settembre del 2019 all'FC SUSA Vienna. Nell'estate del 2021 si unì al Wiener Sport-Club (WSC) per poi trasferirsi all'FK Austria Wien nell'anno seguente, ma nel luglio 2023 è tornata nel WSC.
Nell'ottobre 2021 giocò nella nazionale under 19 del Liechtenstein nell'ambito delle qualificazioni per il campionato europeo U-19 del 2022. Il 3 settembre 2022 debuttò con la nazionale in una partita persa contro Andorra.